# Агафоновская (Архангельская область)
Агафоновская — деревня в Каргопольском районе Архангельской области России. Входит в состав муниципального образования «Ошевенское».

## История
В «Списке населенных мест Российской империи», изданном в 1879 году, Агафоновская упомянута как село Верхнечурьевский погост (Агафоновская) Каргопольского уезда (1-го стана), при озере Спасском, расположенная в 23,5 верстах от уездного города Каргополь. В селе насчитывалось 23 двора и проживало 135 человек (61 мужчина и 74 женщины). Имелись две православные церкви и торжок.

В 1905 году население деревни Агафоновская-Погост составляло 215 человек (96 мужчин и 119 женщин). Насчитывалось 34 двора и 38 семей. Имелся скот: 29 лошадей, 30 коров и 100 голов прочего скота. В административно-территориальном отношении село входило в состав Верхнечурьегского общества Нифантовской волости Каргопольского уезда.

В 1929—1975 годах деревня входила в состав Поздышевского сельсовета. С 1975 является частью Ошевенского сельсовета.
В деревне располагался храмовый ансамбль Верхнечурьевского погоста, включавший в себя шатровые церкви Преображения Господня (1754-56), святого Филиппа, митрополита Московского (1765-67) и колокольню, обнесённые бревенчатой оградой. Храмовый комплекс полностью сгорел от удара молнии 26 мая 1920 г.

## География
Деревня находится в юго-западной части Архангельской области, на восточном берегу озера Спасское, на расстоянии примерно 23 километров (по прямой) к северо-северо-западу (NNW) от города Каргополь, административного центра района.

### Часовой пояс
Агафоновская, как и вся Архангельская область, находится в часовой зоне МСК (московское время). Смещение применяемого времени относительно UTC составляет +3:00.

## Интересные факты
Крестьянин деревни Агафоновская Лобанов Пётр Иванович (?—1915), герой Первой мировой войны, рядовой, был награждён военным орденом Святого Георгия 4-й степени. Убит в бою.

## Население
| 2002 | 2010 | 2012 |
| ---- | ---- | ---- |
| 13   | ↘7   | ↘4   |

Национальный состав
Согласно результатам переписи 2002 года, в национальной структуре населения русские составляли 100 %.